# Гранди (округ, Айова)
Гра́нди (англ. Grundy County) — округ в США, штате Айова. На 2000 год численность населения составляла 12 369 человек. По оценке бюро переписи населения США в 2009 году население округа составляло 12 177 человек. Окружным центром является город Гранди-Сентер.

## История
Округ Гранди был сформирован 15 января 1851 года.

## География
По данными Бюро переписи населения США площадь округа Гранди составляет 1301 км².

### Основные шоссе
- Шоссе 20
- Автострада 14
- Автострада 57
- Автострада 175

### Соседние округа
- Батлер  (север)
- Блэк-Хок  (восток)
- Тейма  (юго-восток)
- Маршалл  (юго-запад)
- Хардин  (запад)

## Демография
По данным переписи населения 2000 года в округе проживало 12 369 жителей. Среди них 22,5 % составляли дети до 18 лет, 18,9 % люди возрастом более 65 лет. 50,4 % населения составляли женщины.
Национальный состав был следующим: 98,8 % белых, 0,2 % афроамериканцев, Z представителей коренных народов, 0,3 % азиатов, 0,9 % латиноамериканцев. 0,6 % населения являлись представителями двух или более рас.
Средний доход на душу населения в округе составлял $19142. 6,4 % населения имело доход ниже прожиточного минимума. Средний доход на домохозяйство составлял $58547.
Также 86,5 % взрослого населения имело законченное среднее образование, а 17,2 % имело высшее образование.